# روبي ستانلي
روبي ستانلي (بالإنجليزية: Robbie Stanley) هو مهندس أمريكي، ولد في 16 نوفمبر 1967، وتوفي في 26 مايو 1994.